# Tenango del Aire
Tenango del Aire è un comune del Messico, situato nello stato di Messico.